# Renault Type PL
Der Renault Type PL war ein Personenkraftwagenmodell der Zwischenkriegszeit von Renault. Er wurde auch 15 CV genannt.

## Beschreibung
Die nationale Zulassungsbehörde erteilte am 17. Mai 1926 seine Zulassung. Es war das erste Modell von Renault mit einem Sechszylindermotor in dieser Hubraumgröße. Trotzdem stellte es nur eine Variante des Renault Type PG mit längerem Radstand dar und hatte weder Vorgänger noch Nachfolger. 1927 endete die Produktion.
Der wassergekühlte Sechszylindermotor mit 75 mm Bohrung und 120 mm Hub hatte 3181 cm³ Hubraum. Die Motorleistung wurde über eine Kardanwelle an die Hinterachse geleitet. Die Höchstgeschwindigkeit war je nach Übersetzung mit 46 km/h bis 57 km/h angegeben.
Bei einem Radstand von 368 cm und einer Spurweite von 144 cm war das Fahrzeug 490 cm lang und 170 cm breit. Der Wendekreis war mit 13 Metern angegeben. Das Fahrgestell wog 1100 kg, das Komplettfahrzeug 1900 kg. Zur Wahl standen Limousine und Landaulet.
Das Fahrgestell kostete 49.000 Franc im November 1926.